# Дарси, Джорджин

Роджер Перри и Джорджин Дарси на ТВ Харриган и сын (1960)

Джорджин Дарси (англ. Georgine Darcy; 14 января 1931 — 18 июля 2004) — американская танцовщица и актриса, известная ролью мисс Талии в фильме «Окно во двор» Альфреда Хичкока 1954 года. Также снялась в комедийном сериале ABC «Харриган и сын» 1960—1961 годов.

## Жизнь и карьера
Дарси родилась в Бруклине, Нью-Йорк. Мать Дарси убедила её стать стриптизершей, чтобы заработать «быстрый доллар». Она изучала балет, танцевала в труппе Нью-Йорк Сити балет, работала моделью. В 16 лет ушла из дома и поехала на автобусе в Калифорнию.
В 1954 году её отобрали на фильм «Окно во двор». Она даже не знала, кто такой Хичкок, и не считала себя актрисой. Хичкок выбрал её по рекламной фотографии, где она позировала в чёрном купальнике и зелёном боа из перьев. В «Окне во двор» она сыграла соседку главного героя Л. Б. Джеффериса (Джимми Стюарт), фотографа в инвалидной коляске, который проводит время, наблюдая за другими жильцами своего жилого дома. Её героиня, которую прозвали «мисс Талия», отрабатывает танцевальные движения в коротком топе и паре розовых шорт с 21-дюймовым поясом, любезно предоставленными известным дизайнером по костюмам Эдит Хед. В фильме у героини Дарси нет слов до самого финала, когда она приветствует своего жениха Стэнли, вернувшегося с военной службы.
Во время съемок Хичкок спросил Дарси, какой пирог ей нравится и не нравится. Она сказала ему, что ненавидит тыквенный пирог. Когда пришло время снимать реакцию её персонажа на обнаружение задушенной собаки, он подарил ей тыквенный пирог сопроводив подарок «грубыми шутками кокни», чтобы спровоцировать негативную реакцию. В последний день съемок Хичкок с несколькими актёрами подарили Дарси торт в форме её сладострастной фигуры. «Там была грудь и всё остальное!» — вспоминала Дарси.
Хичкок сказал Дарси, что ей нужно найти агента и что, если она изучит Антона Чехова в Европе, он может сделать её кинозвездой, когда она вернется. Она проигнорировала оба совета и подумала, что он шутит по поводу последнего. Ей заплатили 350 долларов за работу в «Окне во двор», и в дальнейшем у неё была кратковременная актёрская карьера. Её самая основательная роль была в фильме с Чабби Чекером Don’t Knock the Twist (1962). Она сыграла Медж Олбрайт, «танцующую огненную бурю», танцевального дуэта брата и сестры. Также Дарси появилась в фильмах «Женщины и кровавый террор» (1970) и «Дельта-фактор» (1970).
На телевидении Дарси сыграла Джипси, непочтительную секретаршу адвокатов, отца и сына, в сериале «Харриган и сын», в роли которых выступили Пэт О’Брайен и Роджер Перри. Дарси также была приглашена на роли в сериалы «Команда М» с Ли Марвином и «Менникс» с Майком Коннорсом.
Дарси был посвящён короткометражный документальный фильм 2004 года «Вспоминая мисс Талию» режиссёра Малкольма Венвилля.
Джорджин Дарси умерла от естественных причин, пережив своего мужа, актёра Байрона Палмера, на 30 лет. Говорили, что она была последней живущей из актёрского состава «Окна во двор». Однако актёр, Фрэнк Кэди, сыгравшй соседа Торвальдса сверху, прожил до 2012 года, а Гарри Ландерс, исполнивший не попавшую в титры роль гостя мисс Одинокое сердце, умер в 2017 году. Рэнд Харпер, выступивший в роли молодожёна, также жив.

## Фильмография
| Год       |   | Русское название             | Оригинальное название   | Роль             |
| --------- | - | ---------------------------- | ----------------------- | ---------------- |
| 1954      | ф | Окно во двор                 | Rear Window             | мисс Талия       |
| 1954      | ф | —                            | Love Me Madly           | н/д              |
| 1954—1955 | с | Шоу Реда Скелтона            | The Red Skelton Show    | разные персонажи |
| 1958      | с | Освободите место для папочки | Make Room for Daddy     | Дон Дюбуа        |
| 1958      | с | —                            | Target                  | н/д              |
| 1959      | с | Питер Ганн                   | Peter Gunn              | Дотти            |
| 1959      | с | Команда М                    | M Squad                 | Джули            |
| 1959      | с | Майк Хаммер                  | Mike Hammer             | Лора Хауэлл      |
| 1959      | с | Блюз Пита Келли              | Pete Kelly’s Blues      | Терри            |
| 1959      | с | —                            | Special Agent 7         | Пэтти            |
| 1960      | с | Маршал США                   | U.S. Marshal            | Ирма             |
| 1960—1961 | с | Харриган и сын               | Harrigan and Son        | Джипси           |
| 1962      | ф | —                            | Don’t Knock the Twist   | Медж Олбрайт     |
| 1970      | ф | Женщины и кровавый ужас      | Women and Bloody Terror | Лорен Уортингтон |
| 1970      | ф | Дельта фактор                | The Delta Factor        | тусовщица        |
| 1971      | с | Менникс                      | Mannix                  | Билли            |